# Чауорт, Матильда
Матильда Чауорт или Мод Чауорт (англ. Maud Chaworth; 2 февраля 1282 — 3 декабря 1322) — английская аристократка, дочь Патрика Чауорта, жена Генри, 3-го графа Ланкастера.

## Биография
Матильда Чауорт принадлежала к знатному английскому роду нормандского происхождения, представители которого владели обширными землями в ряде графств Англии и Уэльса. Она была единственным ребёнком Патрика Чауорта, феодального барона Кидвелли, и его жены Изабеллы де Бошан. Патрик умер не позже 1283 года, и его вдова вышла замуж во второй раз — за Хью ле Диспенсера, впоследствии 1-го графа Уинчестера. В этом браке родился Хью ле Диспенсер Младший, фаворит короля Эдуарда II и единоутробный брат Матильды.
После смерти отца Матильда стала богатой наследницей. Она оказалась под опекой королевы Элеоноры Кастильской, умершей в 1290 году. Ещё через два года король Эдуард I организовал помолвку Матильды со своим племянником Генри, графом Ланкастерским. Брак был заключён до 2 марта 1297 года. В нём родились семеро детей:
- Генри Гросмонт, 1-й герцог Ланкастер, (приблизительно 1300—1360/61)[4];
- Бланка (приблизительно 1305—1380), жена Томаса Уэйка, 2-го барона Уэйка из Лидделла[5][6];
- Матильда (Мод) (приблизительно 1310—1377), жена Уильяма де Бурга, 3-го графа Ольстера[5][7];
- Джоан (приблизительно 1312—1345), жена Джона де Моубрея, 3-го барона Моубрея[8][9];
- Изабелла, аббатиса в Эмерсбери, (приблизительно 1317 — после 1347)[10][11];
- Элеонора (приблизительно 1318—1371/72), жена Джона де Бомонта, 2-го барона Бомонта и Ричарда Фицалана, 10-го гафа Арундела[10][12];
- Мария (приблизительно 1320—1362), жена Генри Перси, 3-го барона Перси[13][14].

Матильда умерла в 1322 году, до того как её муж стал графом Ланкастерским и Лестерским.